# Sultanaat Muscat en Oman
Het sultanaat Muscat en Oman (Arabisch: سلطنة مسقط وعمان), ook wel Masqat en Oman of Oman en Masqat was een land dat grotendeels bestond uit het huidige Oman op het Arabisch Schiereiland.

## Geschiedenis
Het sultanaat Muscat en Oman komt voort uit het imamaat Oman dat vanaf het jaar 750 voor ongeveer 1000 jaar, met enkele korte interrupties door invallen van buitenlandse mogendheden, een onafhankelijk gebied was bestuurd door een ibadiet. Tussen 1741 en 1749 stond het kustgebied, bestaande uit Muscat en Dhofar, onder Perzische bezetting. Nadat de Perzen waren verdreven onder leiding van de opstandeling Ahmad bin Said al-Busaidi, werd 
Ahmad bin Said gekozen tot sultan van Muscat en imam van Oman. De stammen in het binnenland erkenden echter niet de autoriteit van de sultan en vochten voor het herstel van het imamaat. Na de dood van Ahmad bin Said in 1783 kwam het in 1784 feitelijk tot een splitsing in het land, waarbij nakomelingen van de overleden sultan de macht behielden in het kustgedeelte (Muscat) en de kolonies. Het binnenland (Oman), hoewel de jure ook onder leiding van de sultan, kwam feitelijk onder het gezag van een imam.
Onder leiding van sultan Said ibn Sultan (1806–1856) werd het koloniale rijk verder uitgebouwd en werd Muscat een regionale grootmacht: het Omaanse Rijk. Het sultanaat had bezittingen aan de Afrikaanse oostkust (Zanzibar, Mombassa en Dar es Salaam) en in het huidige Pakistan (Gwadar). Toen in het midden van de 19e eeuw de slavenhandel verboden werd door de Britten en de Britten steeds meer invloed verkregen in het gebied, kwam het echter tot een ommekeer en stortte de economie in. Toen Sa'id ibn Sultan in 1856 stierf, kwam het land in een opvolgingscrisis terecht en verklaarde Zanzibar zich onafhankelijk. Via Britse bemiddeling werd toen besloten in 1861 het land op te splitsen in twee onafhankelijke staten: het Sultanaat Zanzibar (inclusief de overige Afrikaanse bezittingen) enerzijds en Muscat en Oman anderzijds. In 1891 werd Muscat en Oman een Brits protectoraat en na een staatsgreep in 1970 werd het land hernoemd tot het sultanaat Oman, dat in 1971 onafhankelijk werd.